# Українка (Охтирський район)
Украї́нка(первісна назва Зарічне) — село в Україні, у Чернеччинській сільській громаді Охтирського району Сумської області. Населення становить 221 осіб. Колишній орган місцевого самоврядування — Лутищанська сільська рада.
Село постраждало внаслідок геноциду українського народу, проведеного урядом СССР 1932—1933 та 1946—1947.

## Географія
Село Українка знаходиться на лівому березі річки Ворскла, вище за течією на відстані 2,5 км розташоване село Лутище, на протилежному березі — село Скелька. До села примикає великий лісовий масив (дуб, береза). Поруч проходить автомобільна дорога Р17.

## Історія
На північно-східній околиці села сліди поселення раннього середньовіччя.
З 1917 — у складі УНР. З квітня 1918 — в Українській державі Гетьмана Павла Скоропадського. З 1921 — стабільний комуністичний режим.
1929 російська окупаційна влада вдалася до систематичного терору проти незалежних господарників, роблячи ставку на майновий розкол місцевої громади. 1932 почалися випадки голоду, які переросли у масову загибель мешканців села. На кінець 1933 село фактично припинило існувати. За поданням місцевих окупаційних органів комуністів, до села спрямовані переселенці з Російської Федерації, які займали господарства убитих голодом. 1934 до села частково повернулися біженці, що змогли таємно евакуюватися на Донбас та до навколишніх міст. Значна частина так і залишилася в Охтирці.
До середини 1930-их років населення села було повністю змінено. Комуністи також змінили назву села Зарічне на безособове Українка. Перейменування вважалося недоречним навіть у 1950-тих роках, оскільки очевидна смислова тавтологія: в Україні село Українка. Можливо, вибір нової назви обумовлений комплексом убивств під час Голодомору і повної заміни корінного населення приходьками.
З 1941 — під адмініструванням Німеччини. 1943 — сюди повернулися сталінські війська. Примусова мобілізація чоловічого населення, включно з підлітками.
З 1991 — у складі відновленої держави Україна.
12 червня 2020 року, відповідно до розпорядження Кабінету Міністрів України № 723-р «Про визначення адміністративних центрів та затвердження територій територіальних громад Сумської області», село увійшло до складу Черниччинської сільської громади.
19 липня 2020 року, в результаті адміністративно-територіальної реформи та ліквідації Охтирського району(1923-2020), село увійшло до складу новоутвореного Охтирського району.